# Loxorhynchus
Loxorhynchus (лат.) — род крабов из семейства Epialtidae. Длина тела от 9 (Loxorhynchus crispatus) до 15,9 (Loxorhynchus grandis). Настоящих глазниц нет, надглазничный карниз слабый, глаза защищены очень длинным изогнутым рострумом (предглазничным шипом). 3-й и 4-й сегменты ногочелостей одинаковой ширины. 3-5 пара ходильных ног часто очень короткие по сравнению с 1 и 2 парами. Встречаются на мелководье в трещинах скал, в литоральных ваннах и на водорослях. Обитают в Тихом океане вдоль Северной Америки (от Канады до Мексики). Встречаются на глубине от 0 до 180 м. Они безвредны для человека, их охранный статус не установлен, не являются объектами промысла.

## Виды
На апрель 2024 года в род включают следующие 7 видов:
- Loxorhynchus crispatus Stimpson, 1857
- Loxorhynchus grandis Stimpson, 1857
- Loxorhynchus guinotae Hendrickx & Cervantes, 2003[5]